# Bad Sneakers Records
Bad Sneakers Records är ett skivbolag baserat i Leeds, England. 

## Bakgrund
Bad Sneakers Records bildades 2006 av de personer som tidigare drivit en klubb med samma namn i Leeds. Efter att ha haft spelningar varje lördag i 3 år fick Bad Sneakers Club förtjänat sitt rykte som en av Englands största kämpar för ny musik. Tidigare har bland annat Arctic Monkeys, Hot Chip och Lily Allen spelat där.
Deras första release var singeln "Doo-Wop (Suger So Sweet)" av The Sugars, som ursprungligen släpptes på en rosa 7" vinyl. Deras största namn är dock Wild Beasts, som har släppt två singlar på skivbolaget.

## Artiststall
- Wild Beasts
- The Sugars
- The Rosie Taylor Project
- The Lodger
- The Old Romantic Killer Band
- Middleman
- The Acutes